# 亞洲山龜
亞洲山龜（Heosemys depressa），又名扁東方龜或緬甸山龜，是棲息在緬甸西部若開山脈極稀有的龜。
由於亞洲山龜每年只會交配一次，蛋要100日才會孵化，牠們的飼養計劃面對種種困難。於2007年，在美國亞特蘭大動物園成功在6年內哺育出第4隻亞洲山龜，另外亦有一隻蛋在孵化中，其餘的兩隻則未能生存。

## 保育狀況
亞洲山龜最後的觀察報告是於1908年，最初相信已經滅絕，但於1994年重新發現了一些標本。牠們像其他亞洲龜般，都會被採集作為醫藥之用。現時只有少量在飼養保護之下，在野外的則處於極危的狀況。
其被列為《瀕危野生動植物種國際貿易公約》附錄二的物種，被限制出口及貿易。

## 外部連結
- St. Louis Zoo
- ARKive